# Andréi Koreshkov
Andrey Andreevich Koreshkov (Omsk, 23 de agosto de 1990) es un artista marcial mixto ruso que actualmente compite en la categoría de peso wélter de Bellator MMA y Professional Fighters League. Koreskhkov ha sido Campeón Mundial de Peso Wélter de Bellator. Desde el 16 de agosto de 2022, está en la posición #5 del Ranking de Peso Wélter de Bellator.

## Carrera de artes marciales mixtas

### Primeros años
Koreshkov hizo su debut profesional en octubre de 2010. Previo a su debut en Bellator, él compitió exclusivamente en su natal Rusia y logró un récord imbatible de 8-0 (5 TKOs, 3 sumisiones) sin que ninguna de sus peleas haya sido definida por decisión de los jueces.
El sitio de noticias de AMM, Bloody Elbow, ubicó a Koreshkov como el mejor prospecto de peso wélter en su reporte de exploración de AMM de 2012.

### Bellator MMA
En enero de 2012, se anunció que Koreshkov había firmado un contrato con Bellator.
En su debut, Koreshkov se enfrentó a Tiawan Howard el 30 de marzo de 2012 en Bellator 63. Koreshkov ganó la pelea por nocaut en la primera ronda.
El 18 de mayo de 2012, Koreshkov se enfrentó a Derrick Krantz en Bellator 69. Koreshkov ganó la pelea por nocaut técnico en la tercera ronda.
Koreshkov se enfrentó a Jordan Smith el 28 de septiembre de 2012 en Bellator 74. Koreshkov ganó la pelea por decisión unánime.
El 26 de octubre de 2012, Koreshkov se enfrentó a Marius Žaromskis en Bellator 78. Koreshkov ganó la pelea por nocaut técnico en la primera ronda.
Koreshkov se enfrentó a Lyman Good el 30 de noviembre de 2012 en Bellator 82. Koreshkov ganó la pelea por decisión unánime, ganando así el torneo de peso wélter.
El 31 de julio de 2013, Koreshkov se enfrentó a Ben Askren por el campeonato de peso wélter en Bellator 97. Koreshkov perdió la pelea por nocaut técnico en la cuarta ronda.
Koreshkov se enfrentó a Nah-Shon Burrell el 14 de marzo de 2014 en Bellator 112. Koreshkov ganó la pelea por nocaut técnico en la primera ronda.
Koreshkov se enfrentó a Justin Baesman el 2 de mayo de 2014 en Bellator 118. Koreshkov ganó la pelea por nocaut en la primera ronda.
El 25 de julio de 2014, Koreshkov se enfrentó a Adam McDonough en Bellator 122. Koreshkov ganó la pelea por decisión unánime, ganando así el torneo de peso wélter por segunda ocasión.

#### Campeonato de Peso Wélter
El 17 de julio de 2015, Koreshkov se enfrentó a Douglas Lima por el campeonato de peso wélter en Bellator 140. Koreshkov ganó la pelea por decisión unánime, ganando así el campeonato.
Koreshkov se enfrentó al excampeón de peso ligero de UFC, Benson Henderson, el 22 de abril de 2016 en Bellator 153. Koreshkov ganó la pelea por decisión unánime, defendiendo así el campeonato.
Koreshkov enfrentó a Douglas Lima en una revancha en el evento principal de Bellator 164 el 10 de noviembre de 2016. Koreshkov perdió la pelea por nocaut en el tercer asalto.

#### Luego del reinado de Campeón
Koreshkov estaba programado para enfrentar a Fernando González el 3 de marzo de 2017 en Bellator 174. Sin embargo, Koreshkov se retiró de la pelea debido a una lesión.
Koreshkov enfrentó a Chidi Njokuani en Bellator 182 el 25 de agosto de 2017. Ganó la pelea en el primer asalto con una combinación de puñetazos y codos.
Koreshkov enfrentó a Vaso Bakočević en Bellator 203 el 14 de julio de 14, 2018. Ganó la pelea por KO con una patada giratoria en el primer asalto.
Koreshkov enfrentó a Douglas Lima en una trilogía como parte de la primera ronda del Grand Prix de Peso Wélter de Bellator el 29 de septiembre de 2018 en Bellator 206. Perdió la pelea por sumisión en el quinto asalto.
Se esperaba que Koreshkov estelarizara Bellator 219 contra Lorenz Larkin el 29 de marzo de 2019. Sin embargo, Larkin withdrew de la pelea citando una lesión y fue reemplazado por Mike Jasper. Koreshkov ganó la pelea por decisión unánime.

#### AMC Fight Nights
Mientras Bellator no tenía eventos programados para comienzos de 2021, Koreshkov enfrentó a Adriano Rodrigues en AMC Fight Nights: Sochi el 23 de febrero de 2021. Koreshkov ganó la pelea por sumisión (armbar) en el primer asalto.

#### Regreso a Bellator
Koreshkov enfrentó a Sabah Homasi en su regreso a Bellator MMA el 13 de agosto de 2021 en Bellator 264. Ganó la pelea por una dominante decisión unánime.
Koreshkov estaba programado para enfrentar a Rustam Khabilov el 23 de octubre de 2021 en Bellator 269. Sin embargo, la pelea fue cancelada luego de que Khabilov se enfermara.
Koreshkov estaba programado para enfrentar a Mukhamed Berkhamov el 19 de febrero de 2022 en Bellator 274. Sin embargo, Berkhamov se retiró de la pelea a inicios de febrero y fue reemplazado por Chance Rencountre. Koreshkov ganó la pelea con una patada giratoria que rompió 5 de las costillas de su oponente y perforó uno de sus pulmones, 38 segundos comenzada la pelea.
Haciendo un rápido regreso, Koreshkov estaba programado para enfrentar a Paul Daley el 13 de mayo de 2022 en Bellator 281. Sin embargo, debido a problemas de visa, Koreshkov fue retirado de la pelea y reemplazado por Wendell Giácomo.
Con su última pelea siendo cancelada, Koreshkov, aún bajo contrato con Bellator, enfrentó a Leonardo Cavalheiro el 18 de junio de 2022 en Shlemenko Fighting Championship 4. Koreshkov ganó la pelea por TKO por golpeo a ras de lona en el segundo asalto.
Koreshkov enfrentó a Lorenz Larkin en una revancha el 29 de julio de 2023, en Bellator x Rizin 2. Koreshkov ganó la pelea por decisión dividida.

### Professional Fighters League

#### Temporada 2024
Koreshkov enfrentó a Magomed Umalatov el 19 de abril de 2024, en PFL 3. Perdió la cerrada pelea por decisión unánime.
Koreshkov enfrentó a Goiti Yamauchi el 28 de junio de 2024, en PFL 6. Ganó la pelea por decisión unánime.

## Campeonatos y logros

### Artes marciales mixtas
- Bellator MMA
  - Campeonato Mundia de Peso Wélter de Bellator (Una vez)
    - Una defensa titular exitosa

  - Mayor cantidad de peleas en la historia de la división de Peso Wélter de Bellator (19)[41]
  - Mayor cantidad de victorias en la historia de la división de Peso Wélter de Bellator (15)[41]
  - Ganador del Torneo de Peso Wélter de la Temporada Siete de Bellator
  - Ganador del Torneo de Peso Wélter de la Temporada Diez de Bellator

### Pancracio
- Global Association of International Sports Federations
  - Medallista de oro de los Juegos de Pancracio de 2010
- United World Wrestling
  - Medallista de Oro Sénior en los Campeonatos Mundiales de 2010

### Combate cuerpo a cuerpo
- Russian Union of Martial Arts
  - Medallista de Bronce en Campeonatos de combate cuerpo a cuerpo de Rusia[42]

## Récord en artes marciales mixtas
| Récord profesional | Récord profesional | Récord profesional |
| 33 peleas          | 28 victorias       | 5 derrotas         |
| ------------------ | ------------------ | ------------------ |
| Nocaut             | 14                 | 2                  |
| Sumisión           | 4                  | 1                  |
| Decisión           | 9                  | 2                  |

| Resultado | Récord | Oponente            | Método                                    | Evento                                        | Fecha                    | Ronda | Tiempo | Localización                | Notas                                                      |
| --------- | ------ | ------------------- | ----------------------------------------- | --------------------------------------------- | ------------------------ | ----- | ------ | --------------------------- | ---------------------------------------------------------- |
| Victoria  | 28–5   | Goiti Yamauchi      | Decisión (unánime)                        | PFL 6                                         | 28 de junio de 2024      | 3     | 5:00   | Sioux Falls, Dakota del Sur |                                                            |
| Derrota   | 27–5   | Magomed Umalatov    | Decisión (unánime)                        | PFL 3                                         | 19 de abril de 2024      | 3     | 5:00   | Chicago, Illinois           |                                                            |
| Victoria  | 27–4   | Lorenz Larkin       | Decisión (dividida)                       | Bellator x Rizin 2                            | 29 de julio de 2023      | 3     | 5:00   | Saitama                     |                                                            |
| Victoria  | 26–4   | Leonardo Cavalheiro | TKO (golpes)                              | Shlemenko Fighting Championship 4             | 18 de junio de 2022      | 2     | 3:39   | Omsk                        | Pelea en peso medio.                                       |
| Victoria  | 25–4   | Chance Recountre    | TKO (patada giratoria al cuerpo y golpes) | Bellator 274                                  | 19 de febrero de 2022    | 3     | 5:00   | Uncasville, Connecticut     |                                                            |
| Victoria  | 24–4   | Sabah Homasi        | Decisión (unánime)                        | Bellator 264                                  | 13 de agosto de 2021     | 3     | 5:00   | Uncasville, Connecticut     |                                                            |
| Victoria  | 23–4   | Adriano Rodrigues   | Sumisión (armbar)                         | AMC Fight Nights: Sochi                       | 23 de febrero de 2021    | 1     | 4:38   | Sochi                       |                                                            |
| Derrota   | 22–4   | Lorenz Larkin       | Decisión (dividida)                       | Bellator 229                                  | 4 de octubre de 2019     | 3     | 5:00   | Temecula, California        |                                                            |
| Victoria  | 22–3   | Mike Jasper         | Decisión (unánime)                        | Bellator 219                                  | 29 de marzo de 2019      | 3     | 5:00   | Temecula, California        |                                                            |
| Derrota   | 21–3   | Douglas Lima        | Sumisión (rear-naked choke)               | Bellator 206                                  | 29 de septiembre de 2018 | 5     | 3:04   | California, California      | Cuarto de Final del Grand Prix de Peso Wélter de Bellator. |
| Victoria  | 21–2   | Vaso Bakocevic      | KO (spinning back-kick)                   | Bellator 203                                  | 14 de julio de 2018      | 1     | 1:06   | Roma                        |                                                            |
| Victoria  | 20–2   | Chidi Njokuani      | TKO (codazos y golpes)                    | Bellator 182                                  | 25 de agosto de 2017     | 1     | 4:08   | Verona, Nueva York          |                                                            |
| Derrota   | 19–2   | Douglas Lima        | KO (golpes)                               | Bellator 164                                  | 10 de noviembre de 2016  | 3     | 1:21   | Tel Aviv, Israel            | Perdió el Campeonato de Peso Wélter de Bellator.           |
| Victoria  | 19–1   | Benson Henderson    | Decisión (unánime)                        | Bellator 153                                  | 22 de abril de 2016      | 5     | 5:00   | Uncasville, Connecticut     | Defendió el Campeonato de Peso Wélter de Bellator.         |
| Victoria  | 18–1   | Douglas Lima        | Decisión (unánime)                        | Bellator 140                                  | 17 de julio de 2015      | 5     | 5:00   | Uncasville, Connecticut     | Ganó el Campeonato de Peso Wélter de Bellator.             |
| Victoria  | 17–1   | Adam McDonough      | Decisión (unánime)                        | Bellator 122                                  | 25 de julio de 2014      | 3     | 5:00   | Temecula, California        | Torneo de Peso Wélter (Final).                             |
| Victoria  | 16–1   | Justin Baesman      | KO (rodillazo volador)                    | Bellator 118                                  | 2 de mayo de 2014        | 1     | 1:41   | Atlantic City, Nueva Jersey | Torneo de Peso Wélter (Semifinal).                         |
| Victoria  | 15–1   | Nah-Shon Burrell    | TKO (rodillazo y golpes)                  | Bellator 112                                  | 14 de marzo de 2014      | 1     | 0:41   | Hammond, Indiana            | Torneo de Peso Wélter (Cuartos de final).                  |
| Victoria  | 14–1   | David Gómez         | Decisión (unánime)                        | FEFoMP: Battle Empires 3                      | 14 de diciembre de 2013  | 3     | 5:00   | Jabárovsk                   |                                                            |
| Derrota   | 13–1   | Ben Askren          | TKO (golpes)                              | Bellator 97                                   | 31 de julio de 2013      | 4     | 2:58   | Río Rancho, Nuevo México    | Por el Campeonato de Peso Wélter de Bellator.              |
| Victoria  | 13–0   | Lyman Good          | Decisión (unánime)                        | Bellator 82                                   | 30 de noviembre de 2012  | 3     | 5:00   | Mount Pleasant, Míchigan    |                                                            |
| Victoria  | 12–0   | Marius Žaromskis    | TKO (golpes)                              | Bellator 78                                   | 26 de octubre de 2012    | 1     | 2:14   | Dayton, Ohio                |                                                            |
| Victoria  | 11–0   | Jordan Smith        | Decisión (unánime)                        | Bellator 74                                   | 28 de septiembre de 2012 | 3     | 5:00   | Atlantic City, Nueva Jersey |                                                            |
| Victoria  | 10–0   | Derrick Krantz      | TKO (rodillazo y golpes)                  | Bellator 69                                   | 18 de mayo de 2012       | 3     | 0:51   | Lake Charles, Lousiana      |                                                            |
| Victoria  | 9–0    | Tiawan Howard       | KO (golpes)                               | Bellator 63                                   | 30 de marzo de 2012      | 1     | 1:26   | Uncasville, Connecticut     |                                                            |
| Victoria  | 8–0    | Kyacey Uscola       | TKO (golpes)                              | FEFoMP: Battle of Empires                     | 17 de diciembre de 2011  | 1     | 4:03   | Jabárovsk                   |                                                            |
| Victoria  | 7–0    | Tadas Aleksonis     | Sumisión (anaconda choke)                 | Union of Veterans of Sport: Russia vs. Europe | 19 de noviembre de 2011  | 2     | 4:25   | Novosibirsk                 |                                                            |
| Victoria  | 6–0    | Todor Zhelezkov     | TKO (golpes)                              | FEFoMP: Open Championship of Vladivostok      | 28 de mayo de 2011       | 1     | 3:46   | Vladivostok                 |                                                            |
| Victoria  | 5–0    | Eldad Levi          | TKO (golpes)                              | FEFoMP: Mayor's Cup 2011                      | 7 de mayo de 2011        | 2     | 3:47   | Jabárovsk                   |                                                            |
| Victoria  | 4–0    | Abdula Dadaev       | Sumisión (armbar)                         | League S-70: Sambo 70 vs. Spain               | 21 de abril de 2011      | 1     |        | Moscú                       |                                                            |
| Victoria  | 3–0    | Eduardo Conceicao   | KO (rodillazo)                            | Fight Festival 30                             | 12 de marzo de 2011      | 1     | 0:11   | Helsinki                    |                                                            |
| Victoria  | 2–0    | Anzor Kardanov      | KO (rodillazo y golpes)                   | Union of Veterans of Sport: Cup of Friendship | 4 de diciembre de 2010   | 1     | 2:03   | Novosibirsk                 |                                                            |
| Victoria  | 1–0    | Alexey Aranzaev     | Sumisión (armbar)                         | FEFoMP: Open Championship of Vladivostok      | 23 de octubre de 2010    | 1     | 1:00   | Vladivostok                 |                                                            |